# Cantó de Ferrette
El cantó de Ferrette (alsacià kanton Pfírt) és una divisió administrativa francesa situat al departament de l'Alt Rin i a la regió del Gran Est.

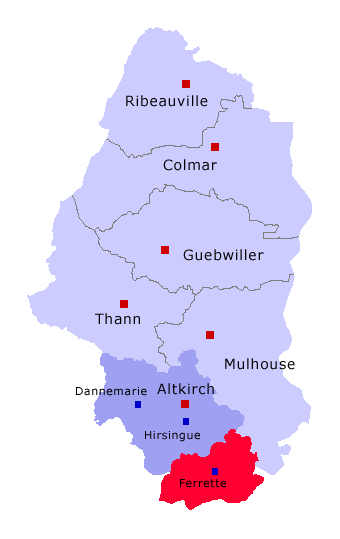
representació del cantó de Ferrette al districte d'Altkirch i al departament de l'Alt Rin

## Composició
El cantó aplega 30 comunes :
| Nom alsacià     | Nom francès      | Nom alemany     |
| Banderf         | Bendorf          | Bendorf         |
| Battlech        | Bettlach         | Bettlach        |
| Bierthel        | Biederthal       | Biederthal      |
| Buxwiller       | Bouxwiller       | Buchsweiler     |
| Cheefis         | Kiffis           | Kiffis          |
| Cheschli        | Kœstlach         | Köstlach        |
| (*) Ottederf    | Courtavon        | Ottendorf       |
| Deerlersterf    | Durlinsdorf      | Durlinsdorf     |
| Dírmene         | Durmenach        | Durmenach       |
| Feeslis         | Fislis           | Fislis          |
| (*) Lüffederf   | Levoncourt       | Luffendorf      |
| Liebsderf       | Liebsdorf        | Liebsdorf       |
| Lígschderf      | Ligsdorf         | Ligsdorf        |
| Línschderf      | Linsdorf         | Linsdorf        |
| Lítzel          | Lucelle          | Lützel          |
| Lütter          | Lutter           | Lutter          |
| Merne           | Mœrnach          | Mörnach         |
| Mohs-Neederlàrg | Mooslargue       | Moos-Niederlarg |
| Müeschbe        | Muespach         | Muspach         |
| Oberlàrg        | Oberlarg         | Oberlarg        |
| Obermüeschbe    | Muespach-le-Haut | Obermuspach     |
| Oltige          | Oltingue         | Oltingen        |
| Pfírt           | Ferrette         | Pfirt           |
| Raderschderf    | Raedersdorf      | Rädersdorf      |
| Roppezwiller    | Roppentzwiller   | Roppenzweiler   |
| Sungerschderf   | Sondersdorf      | Sondersdorf     |
| Àlt-Pfírt       | Vieux-Ferrette   | Alt-Pfirt       |
| Werenzhüse      | Werentzhouse     | Werentzhausen   |
| Wínkel          | Winkel           | Winkel          |
| Wolschwíller    | Wolschwiller     | Wolschweiler    |

## Conseller general de l'Alt Rin
- 1982-2001: Pierre Brand (UDF)
- 2001-2014: Dominique Dirrig (DVD)